# Emigranci (dramat)
Emigranci – dramat Sławomira Mrożka z 1974 roku. Dotyka problemu powojennej Polski – rozdźwięku między inteligencją i robotnikami. Tytułowymi emigrantami, a zarazem jedynymi osobami dramatu, są AA oraz XX mieszkający wspólnie w suterenie w bliżej nieokreślonym kraju Europy Zachodniej. Skazani na własne towarzystwo, żyją wśród ciągłych utarczek i konfliktów, pogłębiających obustronne antagonizmy. W finale bariery pomiędzy AA i XX zostają przełamane.
W spektaklu wyreżyserowanym przez Kazimierza Kutza w Teatrze Telewizji w 1995 w rolę AA wcielił się Marek Kondrat, a w rolę XX wcielił się Zbigniew Zamachowski.

## Bohaterowie
AA to szczupły, sfrustrowany intelektualista w średnim wieku (między 30. a 40. rokiem życia). Wyjechał z ojczystego kraju, gdyż nie mógł w nim swobodnie tworzyć (z powodów politycznych), na emigracji jednak jest wyobcowany. Z wyższością odnosi się do przedstawiciela niższej klasy XX (jego zdaniem obdarzonego niewolniczą mentalnością) i stale się z nim kłóci - raz jest katem, to znowu ofiarą sporów. Podczas kolejnej awantury, w świąteczny wieczór, doprowadza XX do stanu histerii, prawie do samobójstwa. To wydarzenie uświadamia mu, że jako twórca – przegrał. Drze wszystko, co miało związek z jego nowo powstającym dziełem.
XX jest robotnikiem o potężnej budowie ciała i prymitywnej osobowości. Na emigracji znalazł się w celach zarobkowych. Pieniądze chce zdobyć bez względu na to, jaką pracę przyszłoby mu wykonywać, wykorzystując materialnie nawet AA. Podczas jednej z awantur z AA, w świąteczny wieczór, zostaje przez AA doprowadzony do stanu histerii i drze ciężko zarobione pieniądze. Znajdując się na skraju rozpaczy, chce się powiesić, z czego rezygnuje w ostatniej chwili.

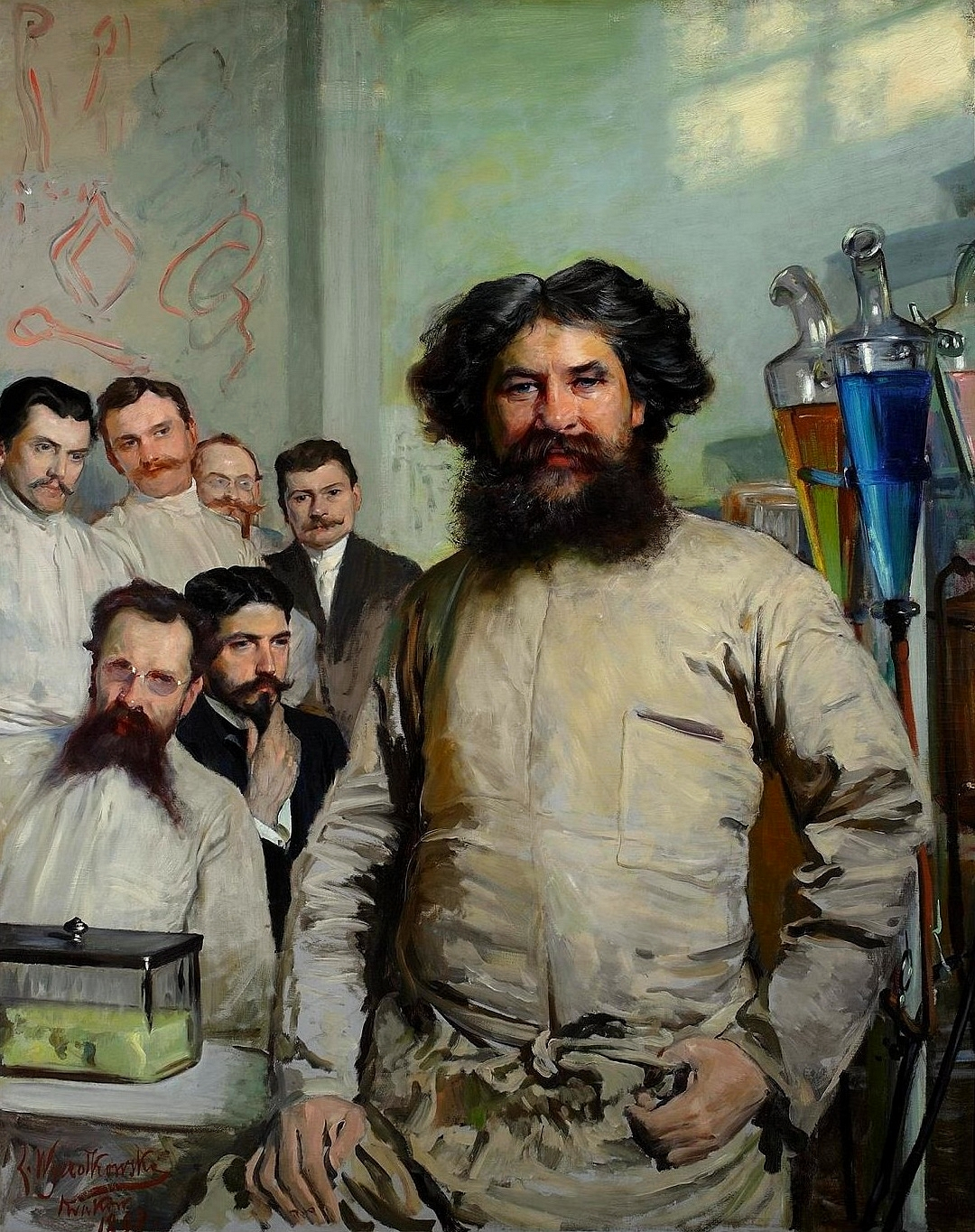
Inteligencja przedstawiona na płótnie: „Wyczółkowski Ludwik Rydygier i jego asystenci" (Artysta: Leon Wyczółkowski, 1897)

## Fabuła
W Emigrantach przedstawiona jest konwersacja przedstawiciela inteligencji i robotnika. XX-owi jest wszystko jedno z kim mieszka, nie rozstaje się ze swoim okrutnym współlokatorem. AA odnosi się do XX-a z sadystyczną przewagą: wytyka jego kłamstwo o odbyciu stosunku z kobietą na dworcu, zarzuca mu bezsensowną gadaninę, kpiąc sobie z jego idealistycznych wizji powrotu do Polski.
Inteligent twierdzi, że winę za te fantazje ponosi naród Polski - przez skłonność Polaków do upiększania faktów. XX zaczyna mówić o muchach, które były w Polsce - odczuł on bowiem ich absencję. AA wypiera się mówienia o Polsce, mówi, że o wszystkim zapomniał - twierdzi, że nie należy wspominać tego co przeminęło. Tymczasem XX chce coś zjeść: z początku przesładza swoją herbatę, a potem chce zjeść konserwę psiego jedzenia, czego stanowczo odradza AA. Potem jednak, kiedy AA traci siłę na prowadzenie sporu, zezwala mu na zjedzenie puszki - na co XX rzuca konserwę w kąt i mówi, że nie jest psem.
Tymczasem, dobiegają dźwięki zza sufitu śmiejących się ludzi - odbywa się noworoczna celebracja. AA snuje wywód, że ich mieszkanie przypomina żołądek - słyszy coraz to kolejne dźwięki i czuje się jak pasożyt w obcym ciele. XX-owi to mieszkanie się podoba, okna według niego dają jedynie przeciągi - wedle jego uznania, kwatera jest tania i odpowiednia. Na tę myśl AA wypomina mu, że zalega ze składkami na czynsz. Mówi mu, że pracuje bardzo wiele i jest wyzyskiwany - bierze on nadgodziny, a zarabia przynajmniej 25% mniej niż powinien. Na słowa, że inteligent ma wiele pieniędzy, AA oburzony postanawia wyprowadzić się - na co XX słusznie zauważa, że nawet nie wziął walizki i jest wodzony skrajnymi uczuciami. Mężczyźni zaczynają gonić się po tym jak AA obwieszcza, że zabiera pluszową zabawkę Pluto.
Dochodzi nowy rok. AA mówi swojemu współlokatorowi, że byłby dobrym więźniem politycznym przez swój brak wrażliwości. Obaj otwierają butelkę alkoholu. AA był dwa razy żonaty, mieszkał w stolicy, dobrze zarabiał i jest uchodźcą politycznym - co XX mu zarzuca, gdyż jedynie czyta książki na łóżku. XX żałuje, że nie jest w domu - marzy o tym, by kiedyś zarobić dość pieniędzy i wrócić do Polski. Snuje wizje o swoich imieninach, eleganckim ubiorze i leżeniu w sadzie. AA zauważa, że jego towarzyszowi trzęsą się ręce - na co XX mówi, że nawet piszczy mu w uchu. AA mówi, że to przez maszyny niszczy mu się tkanka łączna. Zarzuca mu, że jeśli nie nauczy się języka to będzie tępym wołem roboczym - zaczyna nim trząść. Rozpoczyna się nowy rok.
XX popada w stan zamartwienia, przypomina mu się jego smutne dzieciństwo: ojca pijaka. Mówi, że nie ma sensu zarabiać gdyż nic nie weźmie do grobu - lecz AA wypomina mu, że dom zostawi dzieciom, a one z kolei swoim. XX popada w melancholijny nastrój, uważa, że jeśli jest początek to musi też być koniec - co AA opiera o poglądy Schopenhauera, na co XX mówi, że nie wie kim on był, sądzi, że mógł być Żydem. XX zaczyna się zastanawiać dlaczego AA spędza z nim czas - inteligent sam powiedział, że nie wie dlaczego siedzi w tej brudnej norze z biedakiem. AA rozważa to sam - może jest to odpokutowanie za grzechy, może chęć zbratania z narodem. XX stwierdza, że AA nie może być socjalistą, gdyż ciągle go sztorcuje. XX twierdzi, że może jest księdzem - od wolności. XX uważa, że trzeba żyć z władzą w zgodzie - AA władzy nie lubi. XX mówi, że przed władzą obaj są równi.
W kulminacyjnej scenie, AA wytyka XX, że jest on idealnym niewolnikiem swoich nagromadzanych pieniędzy schowanych w pluszaku. O nim właśnie pisze swoje dzieło - dlatego też nie nakazał mu się wyprowadzić. XX w akcie wyzwolenia i szału, rozdziera wszystkie swoje pieniądze. Kiedy wizja idealnego niewolnika znika w oczach AA, drze on swój rękopis. XX chce się powiesić na swoim krawacie, lecz AA zapewnia go, że dalej może wrócić do żony i dzieci. Kiedy pijany XX zasypia, AA przytacza wizje mityzowanego życia w Polsce towarzysza i zaczyna głośno szlochać.